# Lokasi Baru
Lokasi Baru is een bestuurslaag in het regentschap Seluma van de provincie Bengkulu, Indonesië. Lokasi Baru telt 1039 inwoners (volkstelling 2010).